# Нуова Портис (Удине)
Нуова Портис је насеље у Италији у округу Удине, региону Фурланија-Јулијска крајина.
Према процени из 2011. у насељу је живело 198 становника. Насеље се налази на надморској висини од 246 м.